# Discografia dei Keane
La discografia dei Keane, gruppo musicale rock alternativo britannico, è costituita da cinque album in studio, cinque dal vivo, una raccolta, oltre dieci EP e trenta singoli, pubblicati tra il 2000 e il 2025.
Ad essi vanno aggiunti anche due album video e circa venti video musicali.

## Album

### Album in studio
| Anno                                                                          | Titolo | Classifiche | Classifiche | Classifiche | Classifiche | Classifiche | Classifiche | Classifiche | Classifiche | Classifiche | Classifiche | Certificazioni |
| Anno                                                                          | Titolo | UK          | BEL (Fl)    | FRA         | GER         | IRE         | NLD         | NOR         | SWE         | SWI         | USA         | Certificazioni |
| ----------------------------------------------------------------------------- | --- | ----------- | ----------- | ----------- | ----------- | ----------- | ----------- | ----------- | ----------- | ----------- | ----------- | --- |
| 2004                                                                          | Hopes and Fears - Pubblicato: 10 maggio 2004 - Etichetta: Island - Formati: CD, 2 CD, LP, download digitale                    | 1           | 10          | 5           | 30          | 3           | 3           | 2           | 10          | 22          | 45          | - CAN: Platino - EUR: Platino (4) - FRA: Oro - GER: Oro - IRE: Platino (5) - ITA: Oro - NL: Platino - NOR: Platino (2) - SWI: Platino - UK: Platino (9) - USA: Oro |
| 2006                                                                          | Under the Iron Sea - Pubblicato: 12 giugno 2006 - Etichetta: Island - Formati: CD, CD+DVD, LP, download digitale               | 1           | 3           | 8           | 3           | 1           | 1           | 3           | 4           | 2           | 4           | - EU: Platino - IRE: Platino - NL: Oro - SWI: Oro - UK: Platino (3)                                                                                                |
| 2008                                                                          | Perfect Symmetry - Pubblicato: 13 ottobre 2008 - Etichetta: Island - Formati: CD, 2 CD, CD+DVD, LP, download digitale          | 1           | 10          | 42          | 10          | 4           | 3           | 7           | 18          | 6           | 7           | - IRE: Oro - UK: Platino |
| 2012                                                                          | Strangeland - Pubblicato: 7 maggio 2012 - Etichetta: Island - Formati: CD, CD+DVD, LP, download digitale                       | 1           | 9           | 11          | 5           | 1           | 1           | 4           | 38          | 3           | 17          | - UK: Oro |
| 2019                                                                          | Cause and Effect - Pubblicato: 20 settembre 2019 - Etichetta: Island - Formati: CD, LP, LP+10", 2 CD+LP+10", download digitale | 2           | 15          | 61          | 16          | 12          | 11          | —           | —           | 18          | —           | - UK: Argento |
| "—" indica una pubblicazione non classificata o non pubblicata in quel Paese. | |             |             |             |             |             |             |             |             |             |             | |

### Album dal vivo
| Anno | Titolo |
| ---- | --- |
| 2006 | Live 06 - Pubblicato: 17 ottobre 2006 - Etichetta: ConcertLive - Format: CD                                         |
| 2008 | Live Recordings: European Tour 2008 - Pubblicato: 23 dicembre 2008 - Etichetta: Island - Formati: download digitale |
| 2021 | Live at Largo - Pubblicato: 2 aprile 2021 - Etichetta: Island - Formati: download digitale                          |
| 2024 | Live at Paradiso 29.11.04 - Pubblicato: 20 aprile 2024 - Etichetta: Island - Formati: 2 LP                          |
| 2025 | Live from Mexico City 2024 - Pubblicato: 12 aprile 2025 - Etichetta: Island - Formato: LP, download digitale        |

### Raccolte
| Anno | Titolo | Classifiche | Classifiche | Classifiche | Classifiche | Classifiche | Classifiche | Classifiche | Classifiche | Classifiche | Certificazioni |
| Anno | Titolo | UK          | BEL         | FRA         | GER         | IRE         | NLD         | POR         | SPA         | SWI         | Certificazioni |
| ---- | --- | ----------- | ----------- | ----------- | ----------- | ----------- | ----------- | ----------- | ----------- | ----------- | -------------- |
| 2013 | The Best of Keane - Pubblicato: 11 novembre 2013 - Etichetta: Island - Formati: CD, 2 CD, 2 CD+DVD, 2 LP, download digitale | 10          | 15          | 86          | 49          | 21          | 13          | 17          | 24          | 66          | - UK: Platino  |

## Extended play
| 2005                                                                          | Live Recordings 2004 - Pubblicato: 3 maggio 2005 - Etichetta: Island - Formati: CD, download digitale                        | 131 | —  | —  | —  | —  | — | —  | —  | —  |               |
| 2008                                                                          | Retrospective EP1 - Pubblicato: 5 dicembre 2008 - Etichetta: Universal - Formati: download digitale                          | —   | —  | —  | —  | —  | — | —  | —  | —  |               |
| 2009                                                                          | The Cherrytree Sessions - Pubblicato: 5 maggio 2009 - Etichetta: Interscope - Formati: CD, download digitale                 | —   | —  | —  | —  | —  | — | —  | —  | —  |               |
| 2010                                                                          | Night Train - Pubblicato: 10 maggio 2010 - Etichetta: Island - Formati: CD, download digitale                                | 1   | 27 | 45 | 65 | 15 | 9 | 42 | 23 | 25 | - UK: Argento |
| 2010                                                                          | Retrospective EP2: Sunshine - Released: 28 giugno 2010 - Etichetta: Universal - Formati: download digitale                   | —   | —  | —  | —  | —  | — | —  | —  | —  |               |
| 2010                                                                          | iTunes Festival: London 2010 - Pubblicato: 2 agosto 2010 - Etichetta: Island - Formati: download digitale                    | —   | —  | —  | —  | —  | — | —  | —  | —  |               |
| 2012                                                                          | Upstairs at United - Vol. 5 - Pubblicato: 18 settembre 2012 - Etichetta: 453 Music - Formati: LP                             | —   | —  | —  | —  | —  | — | —  | —  | —  |               |
| 2013                                                                          | Live from London - Pubblicato: 28 ottobre 2013 - Etichetta: Universal - Formati: download digitale                           | —   | —  | —  | —  | —  | — | —  | —  | —  |               |
| 2019                                                                          | Retroactive EP 1 - Pubblicato: 17 maggio 2019 - Etichetta: Island - Formati: download digitale                               | —   | —  | —  | —  | —  | — | —  | —  | —  |               |
| 2019                                                                          | Retroactive EP 2 - Pubblicato: 22 novembre 2019 - Etichetta: Island - Formati: download digitale                             | —   | —  | —  | —  | —  | — | —  | —  | —  |               |
| 2020                                                                          | Retroactive EP 3 - Pubblicato: 1º gennaio 2020 - Etichetta: Island - Formati: download digitale                              | —   | —  | —  | —  | —  | — | —  | —  | —  |               |
| 2020                                                                          | Live in Asunción - Pubblicato: 28 dicembre 2020 - Etichetta: Island - Formati: download digitale                             | —   | —  | —  | —  | —  | — | —  | —  | —  |               |
| 2021                                                                          | Dirt - Pubblicato: 17 luglio 2021 - Etichetta: Island - Formati: 12", download digitale                                      | —   | —  | —  | —  | —  | — | —  | —  | —  |               |
| 2022                                                                          | Strangeland 10: Work in Progress Versions - Pubblicato: 23 aprile 2022 - Etichetta: Island - Formati: 10", download digitale | —   | —  | —  | —  | —  | — | —  | —  | —  |               |
| "—" indica una pubblicazione non classificata o non pubblicata in quel Paese. | |     |    |    |    |    |   |    |    |    |               |

## Singoli
| 2000                                                                          | Call Me What You Like              | —   | —  | —   | —  | —  | —  | —  | —  | —  | —  |                                                 | /                                                    |
| 2001                                                                          | Wolf at the Door                   | —   | —  | —   | —  | —  | —  | —  | —  | —  | —  |                                                 | /                                                    |
| 2003                                                                          | Everybody's Changing               | —   | —  | —   | —  | —  | —  | —  | —  | —  | —  |                                                 | /                                                    |
| 2003                                                                          | This Is the Last Time              | —   | —  | —   | —  | —  | —  | —  | —  | —  | —  |                                                 | /                                                    |
| 2004                                                                          | Somewhere Only We Know             | 3   | 43 | 42  | 55 | 30 | —  | 15 | —  | —  | 50 | - ITA: Platino (2) - UK: Platino (3) - USA: Oro | Hopes and Fears                                      |
| 2004                                                                          | Everybody's Changing (riedizione)  | 4   | —  | 10  | 60 | 27 | 2  | 20 | 18 | 24 | —  | - ITA: Oro - UK: Platino                        | Hopes and Fears                                      |
| 2004                                                                          | Bedshaped                          | 10  | —  | —   | 61 | 38 | —  | 13 | —  | —  | —  | - UK: Argento                                   | Hopes and Fears                                      |
| 2004                                                                          | This Is the Last Time (riedizione) | 18  | —  | 56  | 84 | 43 | —  | 43 | —  | —  | —  | - UK: Argento                                   | Hopes and Fears                                      |
| 2005                                                                          | Bend and Break                     | —   | —  | —   | 95 | —  | —  | 27 | —  | —  | —  |                                                 | Hopes and Fears                                      |
| 2006                                                                          | Atlantic                           | —   | —  | —   | —  | —  | —  | —  | —  | —  | —  |                                                 | Under the Iron Sea                                   |
| 2006                                                                          | Is It Any Wonder?                  | 3   | 38 | 72  | 61 | 18 | 18 | 17 | 12 | 28 | 78 | - UK: Argento                                   | Under the Iron Sea                                   |
| 2006                                                                          | Crystal Ball                       | 20  | 38 | 60  | 64 | 41 | —  | 36 | —  | —  | —  |                                                 | Under the Iron Sea                                   |
| 2006                                                                          | Nothing in My Way                  | 19  | —  | —   | —  | —  | —  | 56 | —  | —  | —  |                                                 | Under the Iron Sea                                   |
| 2007                                                                          | A Bad Dream                        | 23  | —  | —   | —  | —  | —  | 77 | —  | —  | —  |                                                 | Under the Iron Sea                                   |
| 2007                                                                          | Try Again                          | —   | —  | —   | 39 | —  | —  | —  | —  | 83 | —  |                                                 | Under the Iron Sea                                   |
| 2007                                                                          | The Night Sky                      | —   | —  | —   | —  | —  | —  | —  | —  | —  | —  |                                                 | —                                                    |
| 2008                                                                          | Spiralling                         | 23  | 41 | —   | 83 | 22 | —  | 29 | —  | —  | —  |                                                 | Perfect Symmetry                                     |
| 2008                                                                          | The Lovers Are Losing              | 52  | 50 | —   | —  | —  | —  | 84 | 19 | —  | —  |                                                 | Perfect Symmetry                                     |
| 2008                                                                          | Perfect Symmetry                   | —   | —  | —   | —  | —  | —  | 44 | —  | —  | —  |                                                 | Perfect Symmetry                                     |
| 2009                                                                          | Better Than This                   | —   | —  | —   | —  | —  | —  | 46 | —  | —  | —  |                                                 | Perfect Symmetry                                     |
| 2010                                                                          | Stop for a Minute (con K'naan)     | 40  | 31 | —   | —  | 27 | —  | 35 | —  | —  | —  |                                                 | Night Train                                          |
| 2012                                                                          | Silenced by the Night              | 46  | 28 | 146 | —  | —  | —  | 21 | —  | —  | —  |                                                 | Strangeland                                          |
| 2012                                                                          | Disconnected                       | —   | 78 | —   | —  | —  | —  | 54 | —  | —  | —  |                                                 | Strangeland                                          |
| 2012                                                                          | Sovereign Light Café               | 74  | 52 | —   | —  | —  | —  | 42 | —  | —  | —  |                                                 | Strangeland                                          |
| 2013                                                                          | Higher Than the Sun                | 188 | 62 | —   | —  | —  | —  | 49 | —  | —  | —  |                                                 | The Best of Keane                                    |
| 2014                                                                          | Won't Be Broken                    | —   | —  | —   | —  | —  | —  | —  | —  | —  | —  |                                                 | The Best of Keane                                    |
| 2016                                                                          | Tear Up This Town                  | —   | —  | —   | —  | —  | —  | —  | —  | —  | —  |                                                 | A Monster Calls (Original Motion Picture Soundtrack) |
| 2019                                                                          | The Way I Feel                     | —   | —  | —   | —  | —  | —  | —  | —  | —  | —  |                                                 | Cause and Effect                                     |
| 2019                                                                          | Love Too Much                      | —   | —  | —   | —  | —  | —  | —  | —  | —  | —  |                                                 | Cause and Effect                                     |
| 2019                                                                          | Stupid Things                      | —   | —  | —   | —  | —  | —  | —  | —  | —  | —  |                                                 | Cause and Effect                                     |
| 2020                                                                          | Thread                             | —   | —  | —   | —  | —  | —  | —  | —  | —  | —  |                                                 | Cause and Effect                                     |
| 2023                                                                          | Love Actually                      | —   | —  | —   | —  | —  | —  | —  | —  | —  | —  |                                                 | Hopes and Fears 20                                   |
| "—" indica una pubblicazione non classificata o non pubblicata in quel Paese. |                                    |     |    |     |    |    |    |    |    |    |    |                                                 |                                                      |

## Videografia

### Album video
| Anno | Titolo                                                                           | Certificazioni |
| ---- | -------------------------------------------------------------------------------- | -------------- |
| 2005 | Strangers - Pubblicato: 14 novembre 2005 - Etichetta: Island - Formati: DVD      | - UK: Oro      |
| 2007 | Keane Live - Pubblicato: 17 dicembre 2007 - Etichetta: Island - Formati: DVD, BD |                |